# Marianela Araya
Marianela Araya Cruz (* 19. Dezember 1988) ist eine costa-ricanische Fußballschiedsrichterin.
Seit 2014 steht sie auf der FIFA-Liste und leitet internationale Fußballpartien.
Beim CONCACAF Women’s Gold Cup 2014 in den Vereinigten Staaten und bei der CONCACAF W Championship 2022 in Mexiko pfiff sie jeweils ein Gruppenspiel. Zudem war sie bei der U-20-Weltmeisterschaft 2016 in Papua-Neuguinea und beim Algarve-Cup 2017 und Algarve-Cup 2018 im Einsatz.
2023 wurde Araya für die Weltmeisterschaft 2023 in Australien und Neuseeland nominiert.